# (967) Гелионапе
(967) Гелионапе (лат. Helionape) — астероид главного пояса астероидов, принадлежащий к спектральному классу S. Астероид был открыт 9 ноября 1921 года немецким астрономом Вальтером Бааде в Гамбургской обсерватории, Германия и назван в честь венского актёра Адольфа фон Зонненталя. Название астероида представляет собой греческую версию его имени.

## Орбита
Астероид располагается в главном поясе на расстоянии 1,85—2,6 а.е. от Солнца. Его орбита имеет эксцентриситет 0,169 и наклон относительно эклиптики 5,41°. Параметры орбиты характерны для астероидов семейства Флоры, к которому Гелионапе и причисляют.

## Физические характеристики
Согласно классификации Толена, Гелионапе принадлежит к кремниевым астероидам класса S, что типично для астероидов семейства Флоры.
На основании кривых блеска вычислено, что период вращения равен 3,234 часа. Амплитуда яркости кривой блеска составила 0,12 звёздной величины, что говорит о достаточно правильной форме астероида с небольшими неровностями и без ярко выраженных деталей.
По данным исследований, проведённых инфракрасными спутником Akari, отражающая способность астероида равна 0,22. Исходя из яркости и альбедо, рассчитан диаметр астероида, который равен 10,2 км.